# Burlington (textielmerk)
Burlington is een Amerikaans kledingmerk bekend van de geruite sokken met het Agryle-patroon.
Het merk is in Europa eigendom van Falke. Burlington-sokken hebben een kleine ronde metalen klinknagel, de zogenaamde "clip" op enkelhoogte. De naam komt van de plaats Burlington in North Carolina, waar Burlington Industries in 1923 begon. In 1990 kocht het kousenbedrijf Arlington Socks het naamrechten van Burlington over. In 2008 ging dat voor Europa over op de Duitse Falke gruppe. De Amerikaanse rechten op het merk Burlington zijn sinds 2019 overgenomen door de American International Textile Group (ITG).

## Galerij

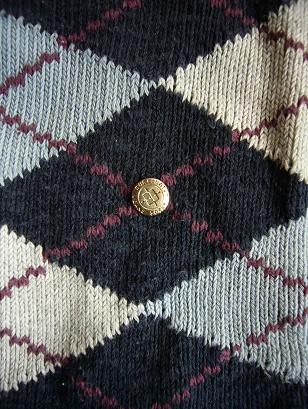
detail van een Burlington sok met "clip"
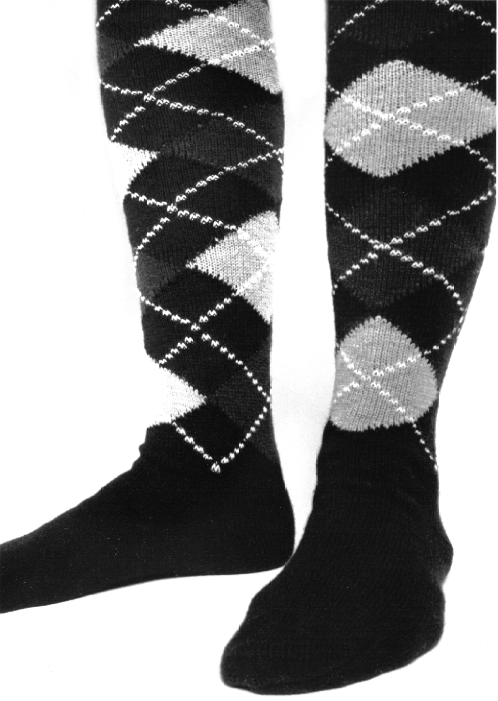
sokken met typisch Argyle-patroon
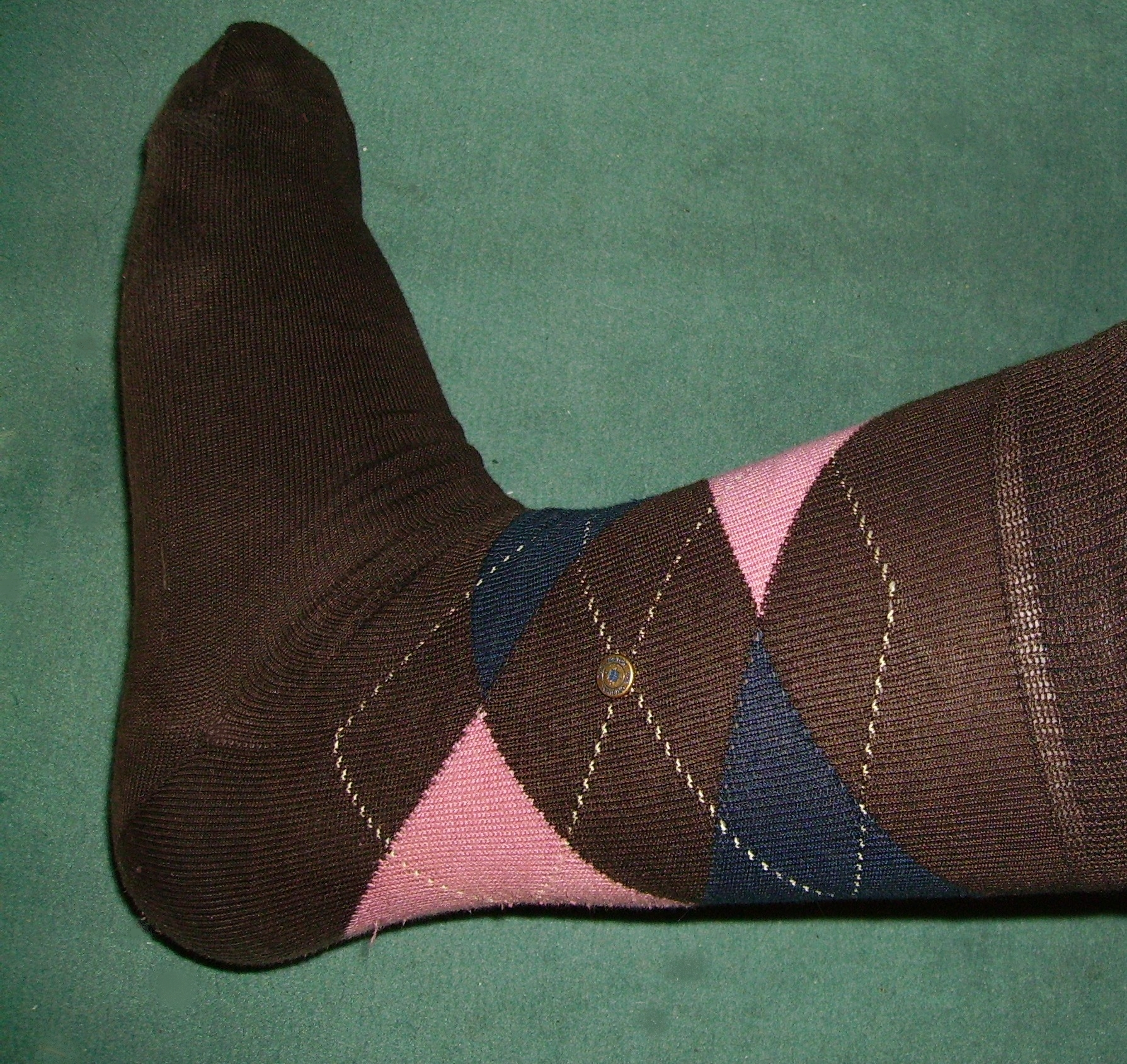
een Burlington sok
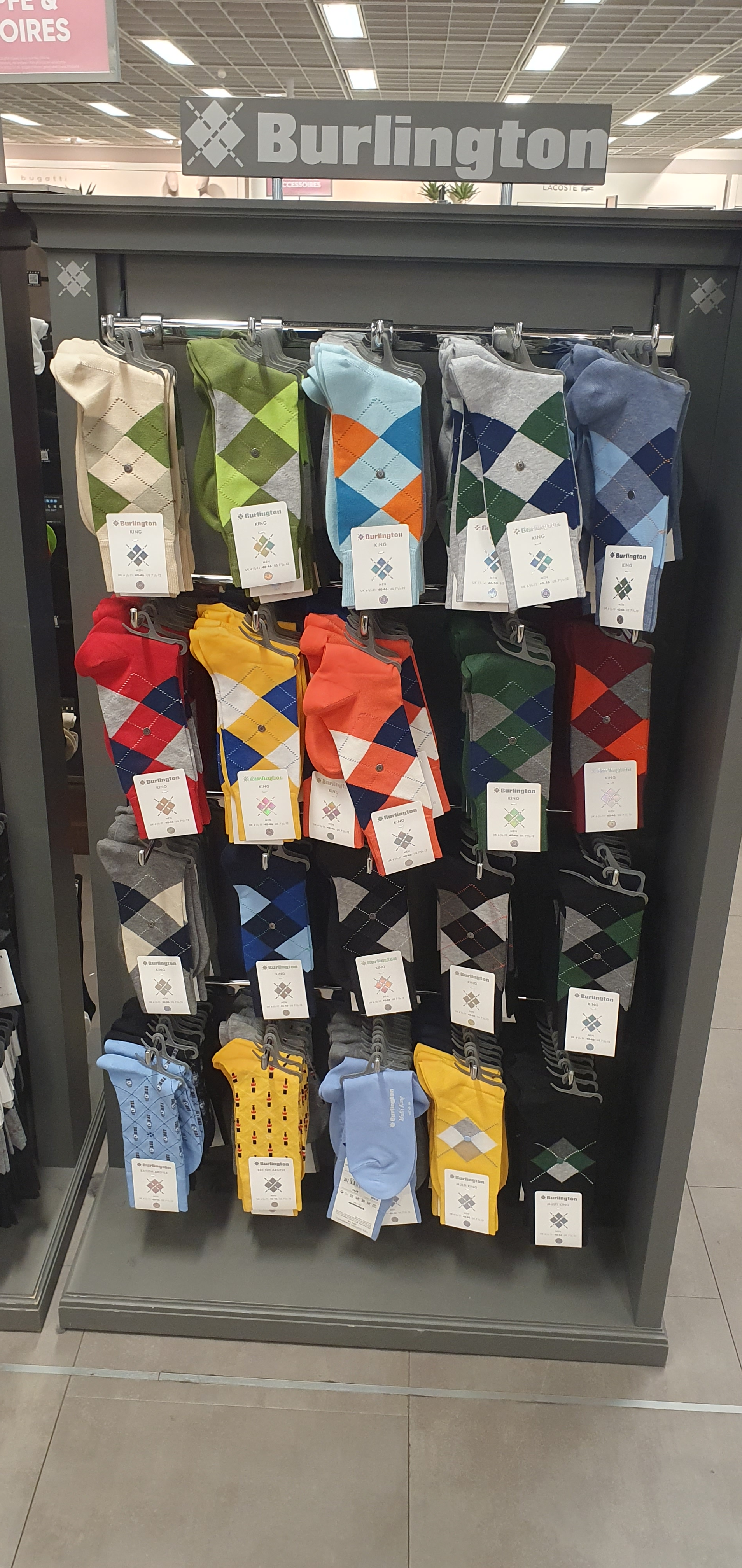
rek met sokken